# Salvador Racero Alberch
Salvador Racero Alberch (Manresa, 8 d'agost de 1976) és un músic català, professionalment conegut som Salva Racero. Va començar a cantar i tocar la guitarra als 12 anys, i va ser el cantant de Lax'n'Busto entre 2006 i 2016. El 2019 va publicar Immortals, el seu primer àlbum en solitari.

## Trajectòria

### Inicis
Amb la música com a banda sonora de la seva infantesa, començà a cantar i tocar la guitarra amb 12 anys. Als 16 s'apuntà a una escola de cant, formà la seva primera formació de pop/rock – Mai tan ben dit – i col·laborà en bandes de música i en projectes musicals diversos.

### Etapa professional
Fruit d'aquests anys participà en projectes musicals com Notre-Dame de Paris de Richard Cocciante i Luc Pladomon el 2002, i Mar i cel de Dagoll Dagom el 2004. A partir del 2006 va ser vocalista de la formació Lax’n'Busto, grup de pop rock en català, amb qui enregistra, a Califòrnia, Relax (2007), de la mà de Sylvia Massy. El segueixen Objectiu: La Lluna (2008), Lax’n'Busto a l'Apolo (2009), Simfònic (2010) i Tot és més senzill (2013).

### Carrera en solitari i altres disciplines
El 2016 tancà la seva participació amb la banda i encetà la seva incursió en solitari. El 2017 va ser autor, juntament amb Roger Farré, de «Què li passa al món», la cançó oficial de la Volta Ciclista a Catalunya, i de «No em demanis que et recordi», amb motiu del Dia Mundial de l'Alzheimer.
El 26 d'abril de 2019 estrenà Vaig, un EP que contà quatre cançons. El mateix any va presentar el seu primer àlbum en solitari – Immortals.
A finals del 2012 participà, amb Virgínia Martínez i l'Orfeó Català, en el disc de La Marató de TV3 amb una versió de «Tornarem», dels Lax’n'Busto.

### Altres activitats
Va decidir ampliar coneixements i cursà estudis de sommelier al CETT de la Universitat de Barcelona. Això li va dirigir als activitats entorn de maridatges musicals, espectacles d'aprenentatge i experimentació sobre el vi amb la música com a fil conductor.
A banda, és professor de cant i coach de la veu. Abans també era actor.

## Discografia
Amb Lax'n'Busto
- Relax (2007)
- Objectiu: La Lluna (2008)
- Lax'n'Busto a l'Apolo (2009)
- Simfònic (2010)
- Tot és més senzill (2013)

En solitari
- Vaig (2019), EP

- Immortals (2019)